# Nervilia concolor
Nervilia concolor är en orkidéart som först beskrevs av Carl Ludwig von Blume, och fick sitt nu gällande namn av Rudolf Schlechter. Nervilia concolor ingår i släktet Nervilia och familjen orkidéer. Inga underarter finns listade i Catalogue of Life.